# Narcís (estuc)
Narcís és un baix relleu d'estuc provinent de la Vil·la de Petraro, trobat durant les excavacions arqueològiques de l'antiga ciutat d'Estàbia (l'actual Castellammare di Stabia) i conservat a l'Antiquarium stabiano.

## Història i descripció
L'estuc es remunta a l'any 79; la data és gairebé segura, ja que es va trobar en una estança, el mur oest del frigidarium, encara per acabar en el moment de l'erupció del Vesuvi. L'obra va ser trobada després durant l'exploració de la Vil·la de Petraro entre 1957 i 1958 per Libero D'Orsi i posteriorment es va separar per ser conservada a l'interior de l'Antiquarium stabiano.
Al trobar-se en una zona termal, la referència a les aigües és clara. De pur estil neronià, l'obra es va col·locar en un mur vorejat per dues pilastres i el quadre està tancat en un marc amb franges decorades amb ovals. Al centre hi ha representat Narcís, assegut sobre una roca sobre la qual es recolza amb la mà esquerra, mentre que amb la dreta sosté la capa que li cobreix part de les espatlles, El cap està envoltat per una corona de fulles mentre el cabell és llarg i ondulat, i la seva mirada es dirigeix cap a un mirall d'aigua a sota en el qual es reflecteix el seu rostre. La composició acaba amb un amoret al costat dret, amb una torxa a les mans, una columna al costat esquerre i un arbre, del qual podem veure principalment les branques més que la tija, al fons.